# 미켈레 스테노

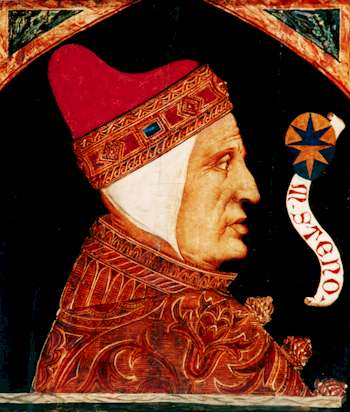
미켈레 스테노

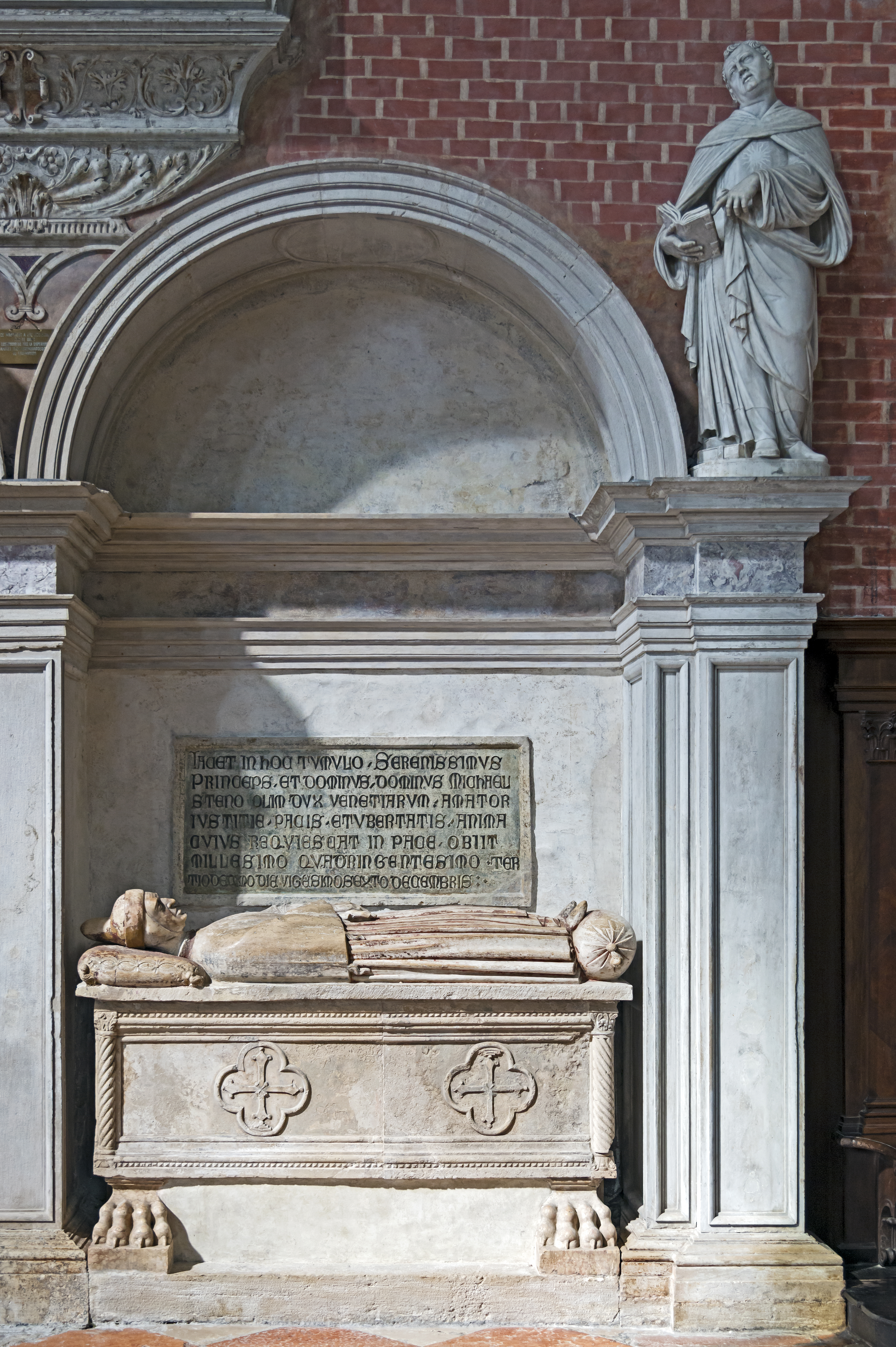
베네치아에 있는 그의 무덤.

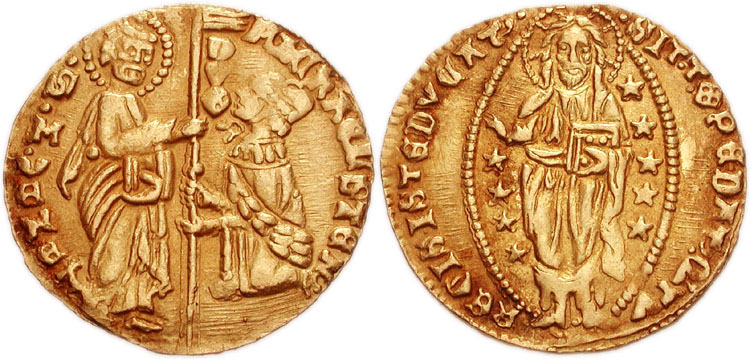
미켈레 스테노 시기의 두카트.

미켈레 스테노(영어: Michele Steno, 1331년 ~ 1413년 12월 26일)는 1400년 12월 1일부터 순절할때까지 63대 베네치아 공화국의 도제로 있었던 베네치아의 정치인이다.

## 생애
스테노는 베네치아에서 명망있거나 부유하지 않은 집안 출신으로 태어났으며, 젊은 시절 방종한 삶을 살았다. 그와 젊은 이들은 도제 마리노 팔리에로의 정권과 그와 부인인 마리나 갈리나에 대한 "수치스러운" 문구를 썼었다가 본보기로 정부에게 거의 사형당할뻔하기도 하였다. 그는 이후 베네치아의 지방 감독관으로 일했으며, 유능한 외교관임을 증명해냈다.
1400년에 그는 이전의 투표가 교착상태가 되어, 타협을 통해 도제로 선출되었다. 도제가 되면서, 그는 우아한 옷차림으로 유명했던 로렌초 첼시처럼 입고 다녔다. 그의 취임 해에 베네치아는 파도바와 그곳의 군주인 프란체스코 다 카라라를 상대로 계승 전쟁을 시작하여, 이탈리아 본토에 공화국의 확장을 이끌어냈다. 1408년 교회 분열 시기에 베네치아는 알렉산데르 5세 편에 섰다.
그의 말년에 노쇠와 병을 앓던 스테노는 1413년에 사망했고 도제들의 전통적인 장례소였던 산티 조반니 에 파올로 성당에 안치되었다.
스테노의 자리는 톰마소 모체니고가 이어받았다.